# Women’s Twenty20 Asia Cup 2016
Der Women’s Twenty20 Asia Cup 2016 war die sechste Austragung des Women’s Asia Cups, einem Cricketwettbewerb für asiatische Nationalmannschaften. Diese Ausgabe wurde zwischen dem 26. November und 4. Dezember 2016 in Thailand im Twenty20-Format ausgetragen. Im Finale konnte sich Indien mit 17 Runs gegen Pakistan durchsetzen.

## Teilnehmer
Die folgenden Mannschaften nahmen an dem Turnier teil.
| - Bangladesch - Indien - Pakistan - Sri Lanka - Thailand - Nepal |

## Austragungsort
Die folgenden Stadien wurden für das Turnier als Austragungsort vorgesehen.
| Stadion                              | Stadt   | Kapazität |
| ------------------------------------ | ------- | --------- |
| Asian Institute of Technology Ground | Bangkok |           |
| Terdthai Cricket Ground              | Bangkok | 4.000     |

## Kaderlisten
Die Mannschaften benannten die folgenden Spielerinnen für das Turnier.
| WTwenty20 | WTwenty20 | WTwenty20 | WTwenty20 | WTwenty20 | WTwenty20 |
| Bangladesch | Indien | Nepal | Pakistan | Sri Lanka | Thailand |
| --- | --- | --- | --- | --- | --- |
| - Jahanara Alam (K) - Ayasha Rahman - Fahima Khatun - Fargana Hoque - Khadija Tul Kubra - Lata Mondal - Nahida Akter - Nigar Sultana (wk) - Panna Ghosh - Ritu Moni - Rumana Ahmed - Salma Khatun - Sanjida Islam - Shaila Sharmin - Sharmin Sultana - Suraiya Azmin | - Harmanpreet Kaur (K) - Ekta Bisht - Jhulan Goswami - Mansi Joshi - Veda Krishnamurthy - Smriti Mandhana - Sabbhineni Meghana - Shikha Pandey - Anuja Patil - Poonam Yadav - Nuzhat Parween - Preeti Bose - Mithali Raj - Vellaswamy Vanitha - Sushma Verma (wk) | - Rubina Chhetri (K) - Sobha Aale - Indu Barma - Rashmi Chaulagain - Karuna Bhandari - Saraswati Kumari - Sarita Magar - Sita Rana Magar - Jyoti Pandey - Neera Rajopadhyay - Sabnam Rai - Bohara Roshani - Neri Thapa | - Bismah Maroof (K) - Javeria Khan (VK) - Aliya Riaz - Anam Amin - Asmavia Iqbal - Ayesha Zafar - Diana Baig - Iram Javed - Maham Tariq - Nahida Khan - Nain Abidi - Nida Dar - Sadia Yousuf - Sana Mir - Sidra Nawaz (wk) | - Hasini Perera (K) - Prasadani Weerakkody (VK) - Ama Kanchana - Chamari Athapaththu - Dilani Manodara (wk) - Eshani Kaushalya - Hansima Karunaratne - Inoka Ranaweera - Nilakshi de Silva - Nipuni Hansika - Oshadi Ranasinghe - Sripali Weerakkody - Sugandika Kumari - Udeshika Prabodhani - Yashoda Mendis | - Sornnarin Tippoch (K) - Nattaya Boochatham - Naruemol Chaiwai - Natthakan Chantam - Rosenan Kanoh - Nannapat Koncharoenkai - Suleeporn Laomi - Soraya Lateh - Wongpaka Liengprasert - Ratanaporn Padunglerd - Shagufta Arwe - Sirintra Saengsakaorat - Sainammin Saenya - Rattana Sangsoma - Chanida Sutthiruang |

## Vorrunde
Tabelle
| Super Four  | Sp. | S | N | NR | P  | NRR    |
| ----------- | --- | - | - | -- | -- | ------ |
| Indien      | 5   | 5 | 0 | 0  | 10 | +2.723 |
| Bangladesch | 5   | 2 | 3 | 0  | 4  | +0.135 |
| Pakistan    | 5   | 4 | 1 | 0  | 8  | +1.550 |
| Sri Lanka   | 5   | 3 | 2 | 0  | 6  | +1.037 |
| Thailand    | 5   | 1 | 4 | 0  | 2  | –1.797 |
| Nepal       | 5   | 0 | 5 | 0  | 0  | –3.582 |

Spiele
| 26. November Scorecard | Bangkok (AIT) | Indien 118-6 (20)          | – | Bangladesch 54 (18.2) |
|                        |               | Indien gewinnt mit 64 Runs |   |                       |

Bangladesch gewann den Münzwurf und entschied sich als Feldmannschaft zu beginnen. Als Spielerin des Spiels wurde Mithali Raj ausgezeichnet.
| 26. November Scorecard | Bangkok (AIT) | Nepal 47 (18.1)                | – | Pakistan 48-1 (10) |
|                        |               | Pakistan gewinnt mit 9 Wickets |   |                    |

Nepal gewann den Münzwurf und entschied sich als Schlagmannschaft zu beginnen. Als Spielerin des Spiels wurde Anam Amin ausgezeichnet.
| 27. November Scorecard | Bangkok (AIT) | Thailand 69-5 (20)           | – | Indien 70-1 (11.1) |
|                        |               | Indien gewinnt mit 9 Wickets |   |                    |

Thailand gewann den Münzwurf und entschied sich als Schlagmannschaft zu beginnen. Als Spielerin des Spiels wurde Mansi Joshi ausgezeichnet.
| 27. November Scorecard | Bangkok (AIT) | Sri Lanka 112-8 (20)           | – | Pakistan 113-2 (18.2) |
|                        |               | Pakistan gewinnt mit 8 Wickets |   |                       |

Sri Lanka gewann den Münzwurf und entschied sich als Feldmannschaft zu beginnen. Als Spielerin des Spiels wurde Javeria Khan ausgezeichnet.
| 28. November Scorecard | Bangkok (AIT) | Bangladesch 88-6 (20)           | – | Thailand 53 (18.3) |
|                        |               | Bangladesch gewinnt mit 35 Runs |   |                    |

Thailand gewann den Münzwurf und entschied sich als Feldmannschaft zu beginnen. Als Spielerin des Spiels wurde Sanjida Islam ausgezeichnet.
| 28. November Scorecard | Bangkok (AIT) | Nepal 23 (16.2)                 | – | Sri Lanka 24-2 (4.3) |
|                        |               | Sri Lanka gewinnt mit 8 Wickets |   |                      |

Sri Lanka gewann den Münzwurf und entschied sich als Feldmannschaft zu beginnen. Als Spielerin des Spiels wurde Inoka Ranaweera ausgezeichnet.
| 29. November Scorecard | Bangkok (AIT) | Pakistan 97-7 (20)           | – | Indien 98-5 (19.2) |
|                        |               | Indien gewinnt mit 5 Wickets |   |                    |

Indien gewann den Münzwurf und entschied sich als Feldmannschaft zu beginnen. Als Spielerin des Spiels wurde Harmanpreet Kaur ausgezeichnet.
| 29. November Scorecard | Bangkok (AIT) | Bangladesch 133-4 (20)          | – | Nepal 41 (17.3) |
|                        |               | Bangladesch gewinnt mit 92 Runs |   |                 |

Bangladesch gewann den Münzwurf und entschied sich als Schlagmannschaft zu beginnen. Als Spielerin des Spiels wurde Fahima Khatun ausgezeichnet.
| 30. November Scorecard | Bangkok (AIT) | Bangladesch 44 (15.3)          | – | Pakistan 45-1 (9.5) |
|                        |               | Pakistan gewinnt mit 9 Wickets |   |                     |

Bangladesch gewann den Münzwurf und entschied sich als Schlagmannschaft zu beginnen. Als Spielerin des Spiels wurde Sana Mir ausgezeichnet.
| 30. November Scorecard | Bangkok (AIT) | Sri Lanka 120-6 (20)          | – | Thailand 45-9 (20) |
|                        |               | Sri Lanka gewinnt mit 75 Runs |   |                    |

Sri Lanka gewann den Münzwurf und entschied sich als Feldmannschaft zu beginnen. Als Spielerin des Spiels wurde Hasini Perera ausgezeichnet.
| 1. Dezember Scorecard | Bangkok (AIT) | Nepal 63 (19.5)                | – | Thailand 65-2 (16) |
|                       |               | Thailand gewinnt mit 8 Wickets |   |                    |

Nepal gewann den Münzwurf und entschied sich als Schlagmannschaft zu beginnen. Als Spielerin des Spiels wurde Sirintra Saengsakaorat ausgezeichnet.
| 1. Dezember Scorecard | Bangkok (AIT) | Indien 121-4 (20)          | – | Sri Lanka 69-9 (20) |
|                       |               | Indien gewinnt mit 52 Runs |   |                     |

Indien gewann den Münzwurf und entschied sich als Schlagmannschaft zu beginnen. Als Spielerin des Spiels wurde Mithali Raj ausgezeichnet.
| 2. Dezember Scorecard | Bangkok (TCG) | Indien 120-5 (20)          | – | Nepal 21 (16.3) |
|                       |               | Indien gewinnt mit 99 Runs |   |                 |

Nepal gewann den Münzwurf und entschied sich als Feldmannschaft zu beginnen. Als Spielerin des Spiels wurde Shikha Pandey ausgezeichnet.
| 3. November Scorecard | Bangkok (TCG) | Bangladesch 93-3 (20)           | – | Sri Lanka 97-3 (19) |
|                       |               | Sri Lanka gewinnt mit 7 Wickets |   |                     |

Sri Lanka gewann den Münzwurf und entschied sich als Feldmannschaft zu beginnen. Als Spielerin des Spiels wurde Chamari Athapaththu ausgezeichnet.
| 3. Dezember Scorecard | Bangkok (TCG) | Thailand 51 (18.2)             | – | Pakistan 52-5 (11.4) |
|                       |               | Pakistan gewinnt mit 5 Wickets |   |                      |

Thailand gewann den Münzwurf und entschied sich als Schlagmannschaft zu beginnen. Als Spielerin des Spiels wurde Sana Mir ausgezeichnet.

## Finale
| 4. Dezember Scorecard | Bangkok (AIT) | Indien 121-5 (20)          | – | Pakistan 104-6 (20) |
|                       |               | Indien gewinnt mit 17 Runs |   |                     |

Indien gewann den Münzwurf und entschied sich als Schlagmannschaft zu beginnen. Für Indien etablierte sich Mithali Raj, konnte jedoch lange keine Partnerin finden. Erst Jhulan Goswami erzielte an ihrer Seite 17 Runs. Raj beendete das Innings ungeschlagen mit einem Fifty über 73 Runs. Beste pakistanische Bowlerin war Anam Amin mit 2 Wickets für 24 Runs. Für Pakistan bildeten die Eröffnungs-Batterinnen Ayesha Zafar und Javeria Khan eine erste Partnerschaft. Zafar schied nach 15 Runs aus und an der Seite con Khan folgte Bismah Maroof. Khan schied dann nach 22 Runs aus und Maroof nach 25 Runs. Eine letzte Partnerschaft bildeten Nida Dar und Sana Mir, die jedoch mit jeweils 12* Runs die Vorgabe nicht mehr einholen konnten. Beste indische Bowlerin war Ekta Bisht mit 2 Wickets für 22 Runs. Als Spielerin des Spiels wurde Mithali Raj ausgezeichnet.